# اچ‌ام‌اس بیگم (دی۳۸)
اچ‌ام‌اس بیگم (دی۳۸) (به انگلیسی: HMS Begum (D38)) یک کشتی بود که طول آن ۴۹۴ فوت (۱۵۱ متر) بود. این کشتی در سال ۱۹۴۲ ساخته شد.